# Peggy Longard

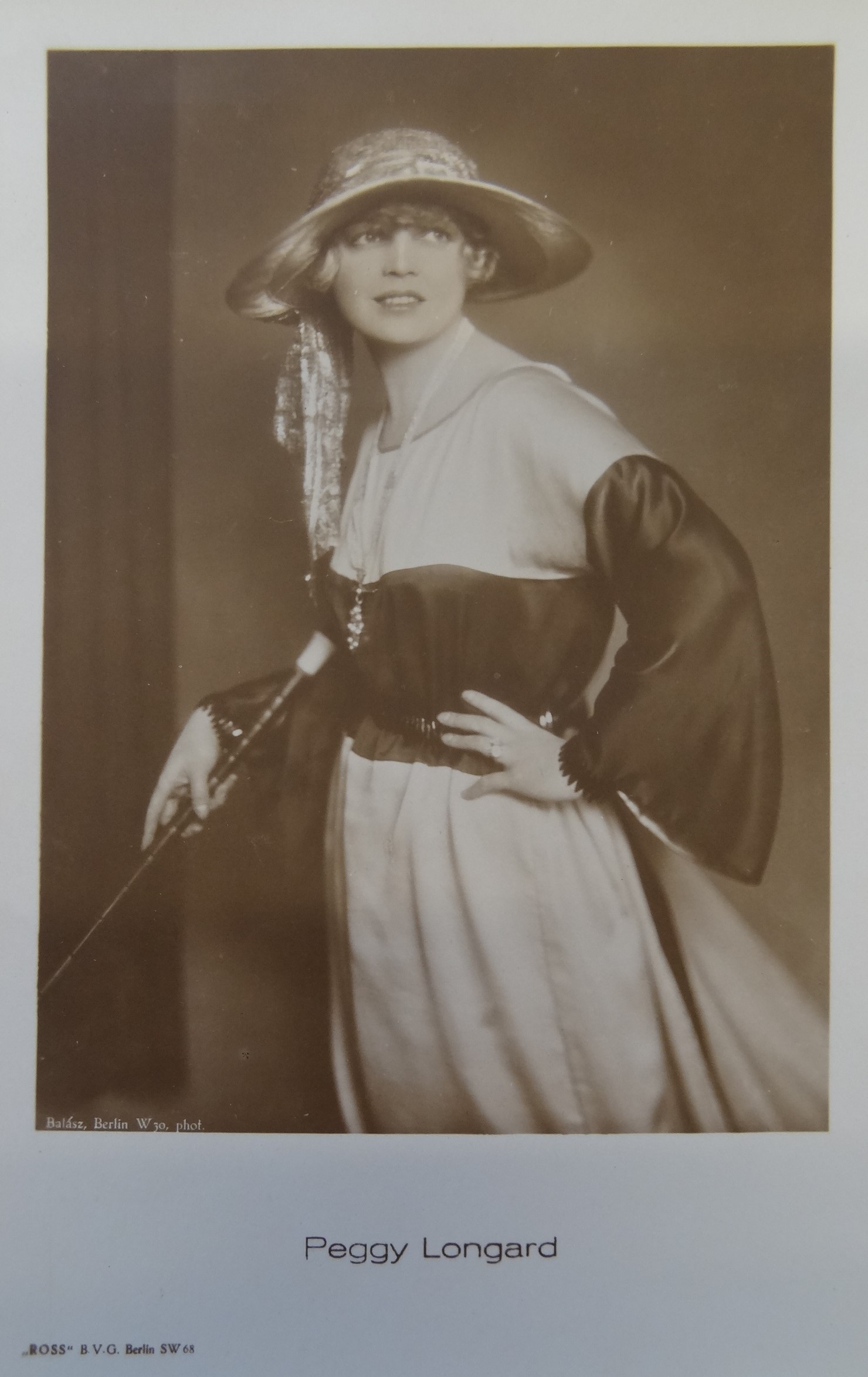
Peggy Longard auf einer Fotografie von Alexander Balázs

Peggy Longard (* 20. Januar 1892 als Hedwig Charlotte Braun in Berlin; † 22. Juli 1969 in São Paulo) war eine deutsche Stummfilmschauspielerin.

## Leben und Wirken
Die Tochter des Bankiers Oser Braun und seiner Frau Auguste, geb. Krack, absolvierte ihre Schulbildung an einer Höheren Töchterschule in Berlin sowie am Lyzeum Hermannswerder in Potsdam. Ab 1913 nahm sie Gesangsunterricht bei Ludwig Mantler und Emmy Raabe-Burg.
Ihr Filmdebüt will sie nach eigener Aussage in einer Produktion der französischen Filmgesellschaft Pathé in London gegeben haben. Nachweisbar sind eine Reihe von deutschen Filmen, die sie in den ersten drei Jahren nach Ende des Ersten Weltkriegs in Berlin gespielt hat. Dabei handelt es sich zumeist um filmhistorisch belanglose Mehrteiler, oft mit melodramatischen und abenteuerlichen Inhalten. Der Kaufmann Richard Löwenthal, mit dem sie seit 1913 verheiratet war, zeichnete als Vorstandsmitglied der kurzlebigen Thea-Film mitverantwortlich für die Produktion einiger dieser Filme.
In den 1920er-Jahren war Peggy Longard an verschiedenen Revuebühnen zu sehen, etwa im Cabaret „Rakete“ (mit Otto Stransky), im Weidenhof-Casino (mit Hugo Fischer-Köppe) sowie im Cabaret am Zoo (mit Siegfried Berisch). Ein versuchter Wiedereinstieg ins Filmgeschäft 1932 misslang.
Wegen der Repressalien, denen Peggy Longard und ihr Ehemann im nationalsozialistischen Deutschen Reich aufgrund ihrer jüdischen Herkunft ausgesetzt waren, emigrierten sie 1935/36 nach Brasilien und ließen sich in São Paulo nieder. 1944 erhielten sie eine dauernde Aufenthaltserlaubnis. Im Exil verdiente die ehemalige Schauspielerin ihren Lebensunterhalt anfänglich mit Näh- und Strickarbeiten sowie Übersetzungen. Nach dem Tod Richard Löwenthals 1948 konnte sie durch Untervermietung von Teilen ihres Hauses weitere Einkünfte erzielen.
1959 kehrte die inzwischen 67-Jährige nach Deutschland zurück und lebte zunächst wieder in Berlin. Zwischen 1962 und 1966 war sie in Wiesbaden wohnhaft, reiste schließlich aber wieder nach Brasilien ab. Sie starb 1969 in São Paulo.

## Filmografie
- 1919: Ich lasse dich nicht
- 1919: Aberglaube
- 1919: Unheimliche Geschichten
- 1920: Kloster Wendhusen
- 1920: Der Vampyr
- 1921: Die Tochter Ahasvers: Das flackernde Licht
- 1921: Die Tochter Ahasvers: Höllenreigen
- 1921: Der Abenteurer
- 1921: Fortunato 1: Der tanzende Dämon
- 1921: Fortunato 2: Die Todesfahrt in den Lüften
- 1921: Fortunato 3: Der letzte Atemzug
- 1922: Klein Bobby auf der Fährte (Kurzfilm)